# 安部遼
安部 遼（あべ はるか、4月19日 - ）は、テレビユー福島の元アナウンサー。

## 来歴
北海道北広島市出身。東洋大学社会学部社会心理学科卒業。大学在学時には東京アナウンスセミナーに通っていた。
大学を卒業後、2017年春から2019年10月までNHK旭川放送局の契約キャスターを務めていた。
NHKとの契約の終了後、2019年11日1日付でテレビユー福島のアナウンサーになる。
2021年2月1日付でテレビユー福島郡山総支社へ転勤。以後は『Nスタふくしま』などで、県中・県南エリアの情報を伝えるコーナーを担当していた。
私生活では2023年に結婚し、2024年に長男が誕生。そして2025年に次男が誕生して2児の母になる。

## 担当番組
- 道北♡LOVEラジオ（NHK旭川放送局/NHK-FM） - リポーター、ナビゲーター[Blog 8]
- ニュース番組（テレビユー福島）[1]
- Nスタふくしま（テレビユー福島） - 「こおりやま発！旬感ライブ」担当[4][Blog 4]
- げっきんチェック（テレビユー福島） - 「郡山とっておき情報」担当[Blog 4]